# Црни мунтјак
Црни мунтјак (лат. Muntiacus crinifrons) је сисар из реда папкара (Artiodactyla) и фамилије јелена (Cervidae).

## Распрострањење
Кина је једино познато природно станиште врсте.

## Станиште
Црни мунтјак има станиште на копну.

## Угроженост
Ова врста се сматра рањивом у погледу угрожености врсте од изумирања.

### Популациони тренд
Популација ове врсте се смањује, судећи по расположивим подацима.